# Avalon High (film)
Avalon High è un film per la televisione del 2010. La produzione del film è iniziata il 3 maggio e finita il 3 giugno 2010, tratto dall'omonimo libro di Meg Cabot.
Il film è stato trasmesso in anteprima negli Stati Uniti il 12 novembre 2010 su Disney Channel, mentre in Italia è stato trasmesso il 25 marzo 2011.

## Trama
Allie Pennington è costretta a cambiare scuola a causa del trasferimento dei suoi genitori, studiosi del Medioevo, in particolare di re Artù. Qui incontra William Wagner, ragazzo popolare, quarterback della squadra di football e fidanzato di Jennifer, cheerleader della scuola, Lance migliore amico di Will e Jennifer e Miles un ragazzo che sembra avere delle visioni future. Will sembra avere le stesse qualità di re Artù, e i suoi amici sembrano reincarnare i Cavalieri della Tavola Rotonda (Jen è Ginevra, Lance Lancillotto e Miles è Merlino). Si scoprirà più tardi che la reincarnazione di re Artù non è Will ma la stessa Allie Pennington, decisa a cambiare il mondo.

## Cast
- Brittany Robertson è Allie Pennington
- Gregg Sulkin è William Wagner
- Joey Pollari è Miles
- Devon Graye è Marc
- Molly C. Quinn è Jen
- Christopher Tavarez è Lance
- Steve Valentine è Mr. Moore
- Anthony Ingruber è Sean
- Don Lake è Mr. Pennington
- Ingrid Park è Mrs. Pennington
- Craig Hall è Coach Barker